# Fälltechnik

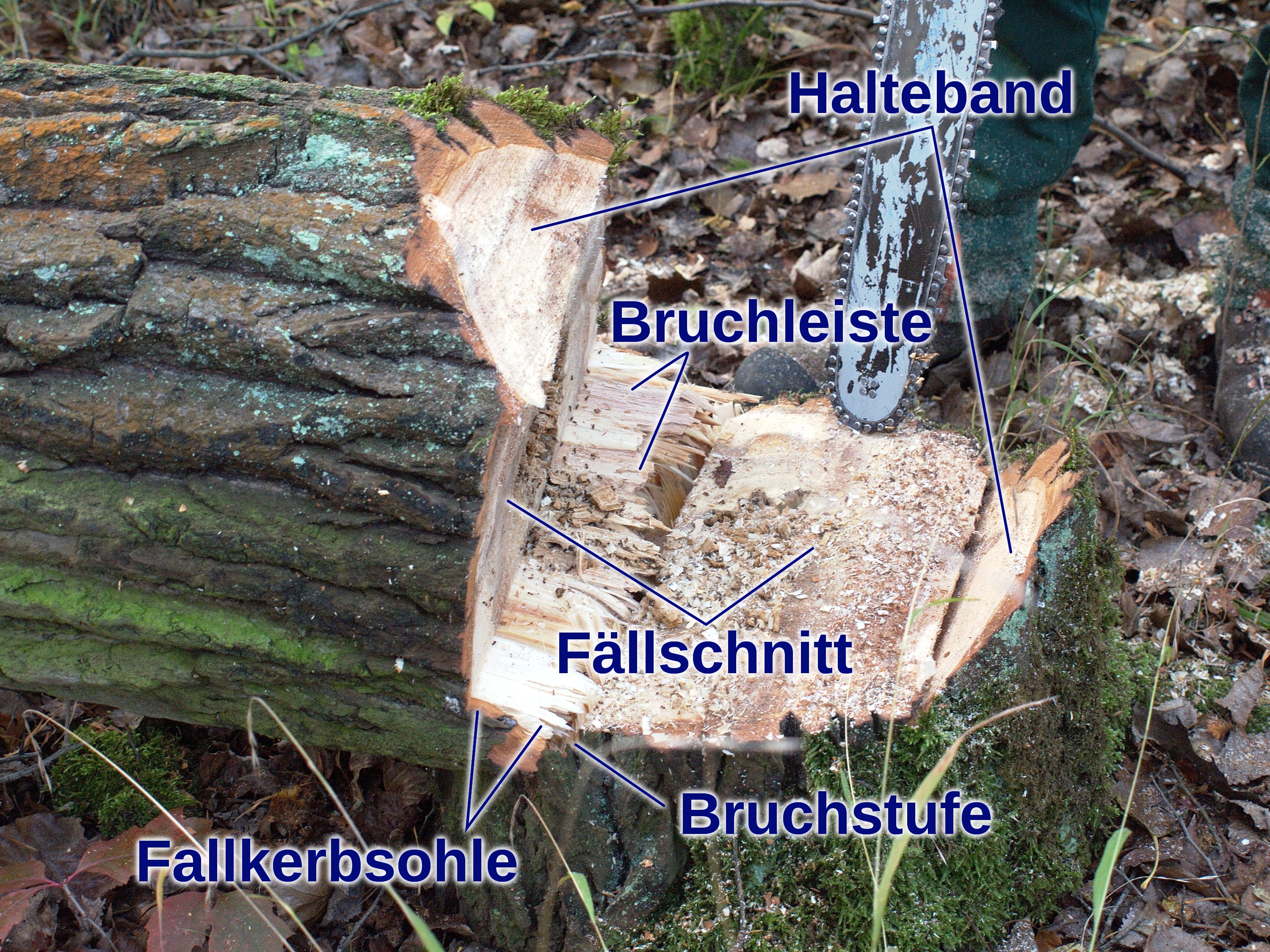
Schnittbild nach Haltebandfällung des Stammes. Links die verbliebene Bruchleiste, das damit verbundene Stammende hat sich auf die Fallkerbsohle gelegt.

Fälltechnik ist ein Sammelbegriff für Techniken, mit denen man einen Baum bei Wald- oder Baumpflegearbeiten auf die gewünschte Art und Weise (z. B. in eine bestimmte Richtung) zu Fall bringt (fällt) oder abträgt. Hierzu gibt es verschiedene Schnitttechniken. Diese und verwandte Techniken werden auch beim Aufarbeiten des Baumes – dem Zerlegen zu brauchbaren Stücken Holz – verwendet. Durch geeignete Schnitttechniken und den richtigen Einsatz der Werkzeuge kann in der Forstwirtschaft effektiv gearbeitet und auch ein Problembaum sicher gefällt werden.
Standardtechnik des Fällens ist eine Kombination aus Fallkerb und Fällschnitt. Bäume werden im Allgemeinen mit der Motorsäge gefällt. Früher erfolgte das von Hand mit Zugsäge, Axt und Keil, ein moderneres Verfahren ist etwa der Holzvollernter, oder – in Extremlagen – der Schnitt aus dem Hubschrauber.
Grundsätzlich wird ein Baum nicht „umgesägt“, sondern, falls er nicht von selbst fällt, umgekeilt, im Österreichischen auch geschnitten oder gelegt.

## Sicherheitshinweise zur Baumfällung
Für das Fällen von Bäumen gibt es eine Unfallverhütungsvorschrift (VSG) der Landwirtschaftlichen Berufsgenossenschaft.

### Schutzkleidung
Das Schneiden ohne Schutzkleidung (PSA = Persönliche Schutzausrüstung) ist lebensgefährlich. Die Schutzkleidung umfasst:
- Sicherheitsschuhe (verstärkter Fersenbereich, Zehenschutzkappen)
- Schnittschutzhose
- Arbeitshandschuhe
- Schutzhelm mit Visier
- Gehörschutz am Schutzhelm

Beim Aufarbeiten unter Spannung stehenden Sturmholzes und vom Borkenkäfer befallener Bestände sind besondere Maßnahmen erforderlich, weil hier ein erhöhtes Verletzungsrisiko besteht. Besondere Gefahr besteht auch bei faulem Holz oder extremen Frost wegen des spröden Holzes, sowie bei manchen Hölzern außerhalb der winterlichen Saftruhe, wegen des unberechenbaren Verhaltens des Baumes.

### Gefahrenbereich

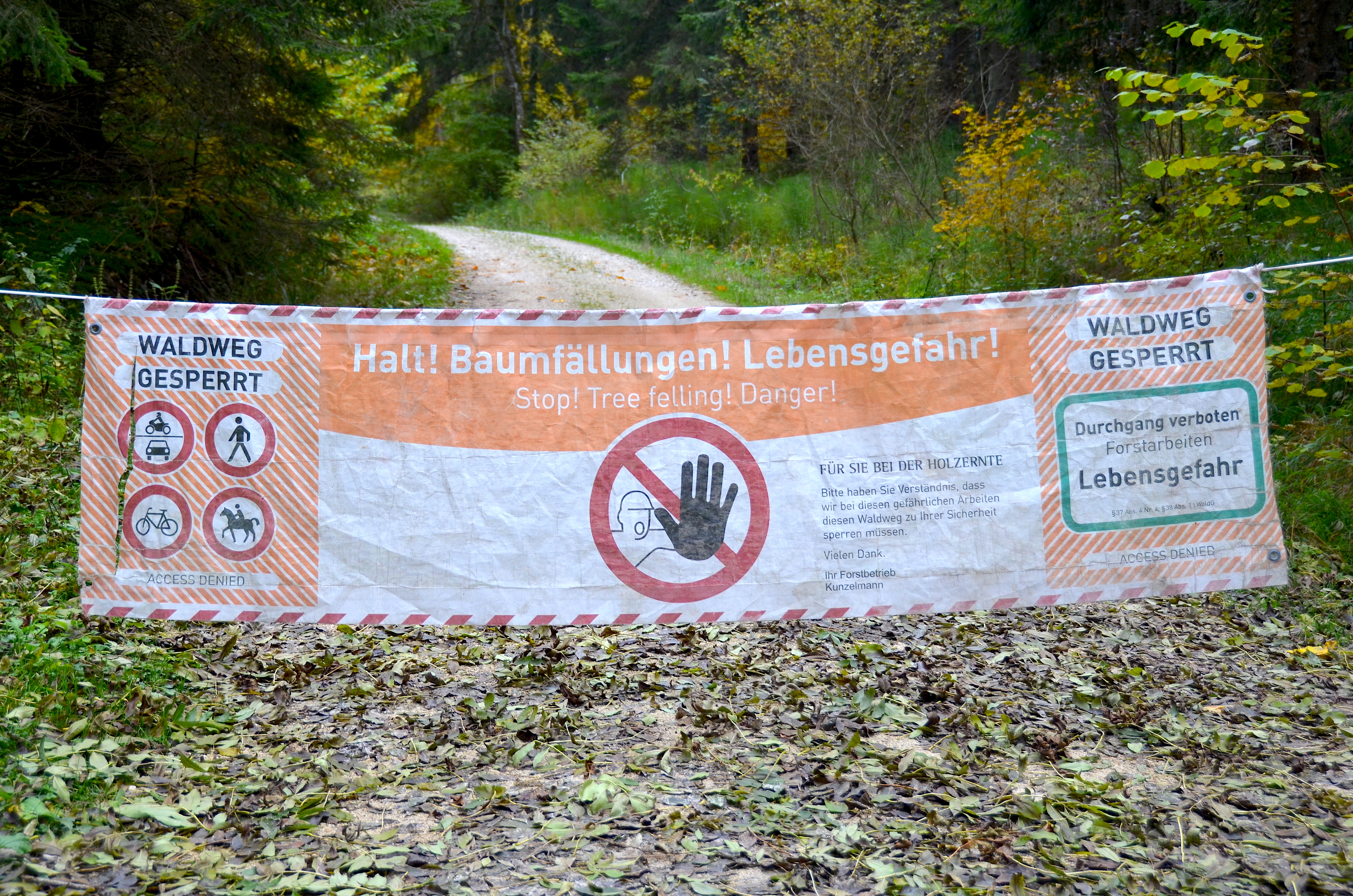
Warnschild an einem Wald- und Wanderweg

Als Gefahrenbereich wird eine kreisförmige Fläche um den zu fällenden Baum mit einem Radius von der doppelten Baumlänge bezeichnet (siehe UVV-Forsten). In diesem Bereich dürfen sich nur die mit der Fällung beschäftigten Personen aufhalten. Waldwege, Wanderwege usw. sind abzusperren. Öffentliche Straßen müssen bei Gefährdung gesperrt werden (Voraussetzung: Antrag auf eine verkehrsrechtliche Anordnung beim zuständigen Landratsamt).

## Beurteilungen

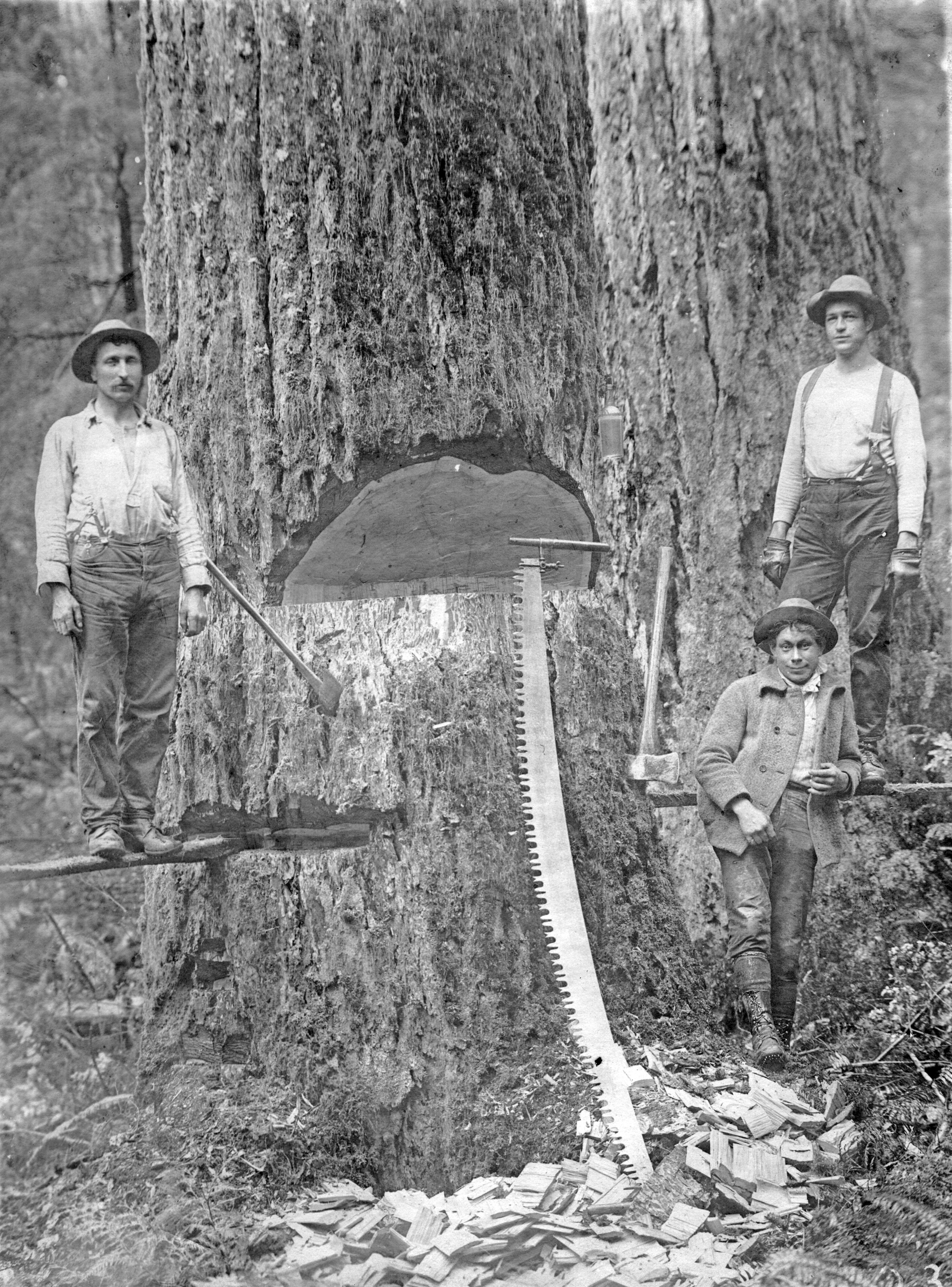
Holzfäller in Oregon

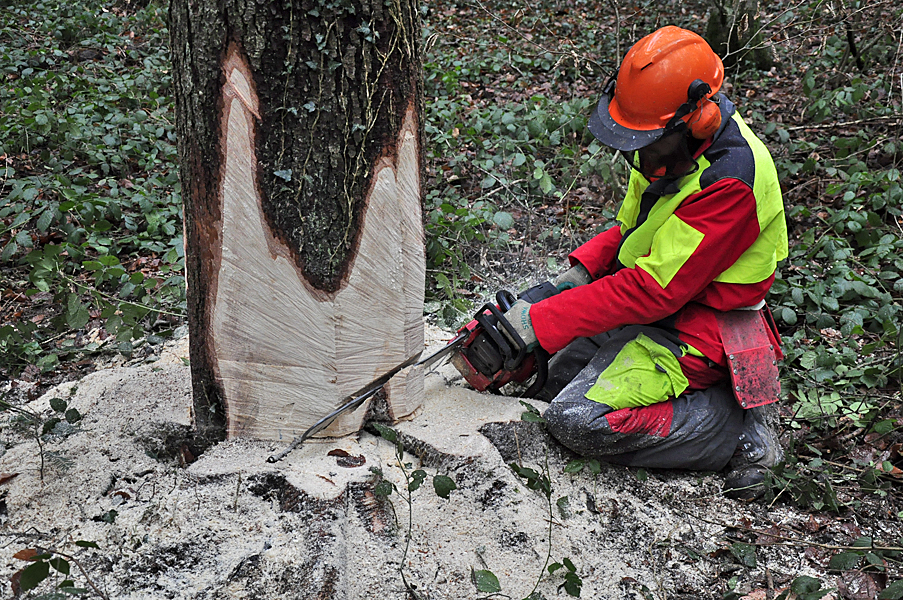
Holzfäller mit Motorsäge

Vor dem ersten Schnitt ist der Baum genau zu beurteilen (Baumansprache):
- Nach der Baumart: Langfaserige Baumarten wie Eichen oder Fichten haben ein anderes Fallverhalten als kurzfaserige Baumarten wie Weymouths-Kiefer oder Buche.
- Steht der Baum gerade oder „hängt“ er? Wenn er hängt, ist es ein „Vorhänger“ oder ein „Rückhänger“?:
- Wurde er vom Wind „angeschoben“ und hat daher wenig Halt im Erdreich?[3]
- Wo befindet sich die Kronenhauptlast?
- In welche Richtung will oder muss man den Baum fallen lassen?
- Zeigt der Baum Anzeichen von Stammfäule oder Borkenkäferbefall?
- Sind die Windverhältnisse geeignet, um Bäume generell sicher zu fällen?
- Welche Gefahren sind in unmittelbarer Nähe zu beachten (Menschen, Tiere, Straßenverkehr, Stromleitungen, Gebäude)?
- Welche technischen Hilfsmittel sind nötig?

Je nachdem, in welcher Richtung sich die Fällrichtung befindet und in welcher Richtung die Kronenlast zeigt, spricht man von einem Vorhänger (Hängerichtung = Fällrichtung), einem Seitenhänger (Hängerichtung rechtwinklig versetzt zur Fällrichtung) oder einem Rückhänger (Hängerichtung entgegengesetzt der Fällrichtung). Auf Grund der Hängerichtung wird die Entscheidung über die Fälltechnik getroffen.
Wie sind die Windverhältnisse? Als Faustregel gilt: Wenn sich stärkere Äste im Wind bewegen, ist die Arbeit höchst gefährlich und möglichst einzustellen. Durch zu starken Wind kann der zu fällende Baum nicht kontrolliert fallen.
Weist der zu fällende Baum vernarbte Verletzungen oder offene Rindenstellen auf, dann ist mit einer Kernfäule zu rechnen. Bei kernfaulen Bäumen besteht erhöhtes Fällrisiko, da der Baum durch die Fäule instabil ist.
Befinden sich Nägel oder andere Metallgegenstände sichtbar in der Rinde, besteht die Gefahr, dass die Sägekette beim Auftreffen reißt. Sind alle Faktoren beurteilt, kann festgelegt werden, welche technischen Hilfsmittel benötigt werden. Die Standardausrüstung bei der Fällung eines Baumes sollten Aluminium- oder Kunststoffkeile mit einem Spalthammer, bzw. im Schwachholz ein Fällheber sein. Zur Sicherung bei Gefahrenbaumfällung bietet sich immer ein Mehrzweckzug oder ein Seil an einem Schlepper an. 
Bei Fällarbeiten in Ortsgebieten sind zudem eventuell bestehende Baumschutzsatzungen zu beachten.
Neben der Standardfälltechnik gibt es weitere Fälltechniken wie die Fällung mit Herzschnitt (bei zu kurzer Führungsschiene), die Haltebandfällung bei Vorhängern oder die Fällung mit Stützband bei Rückhängern.

## Die Fällung

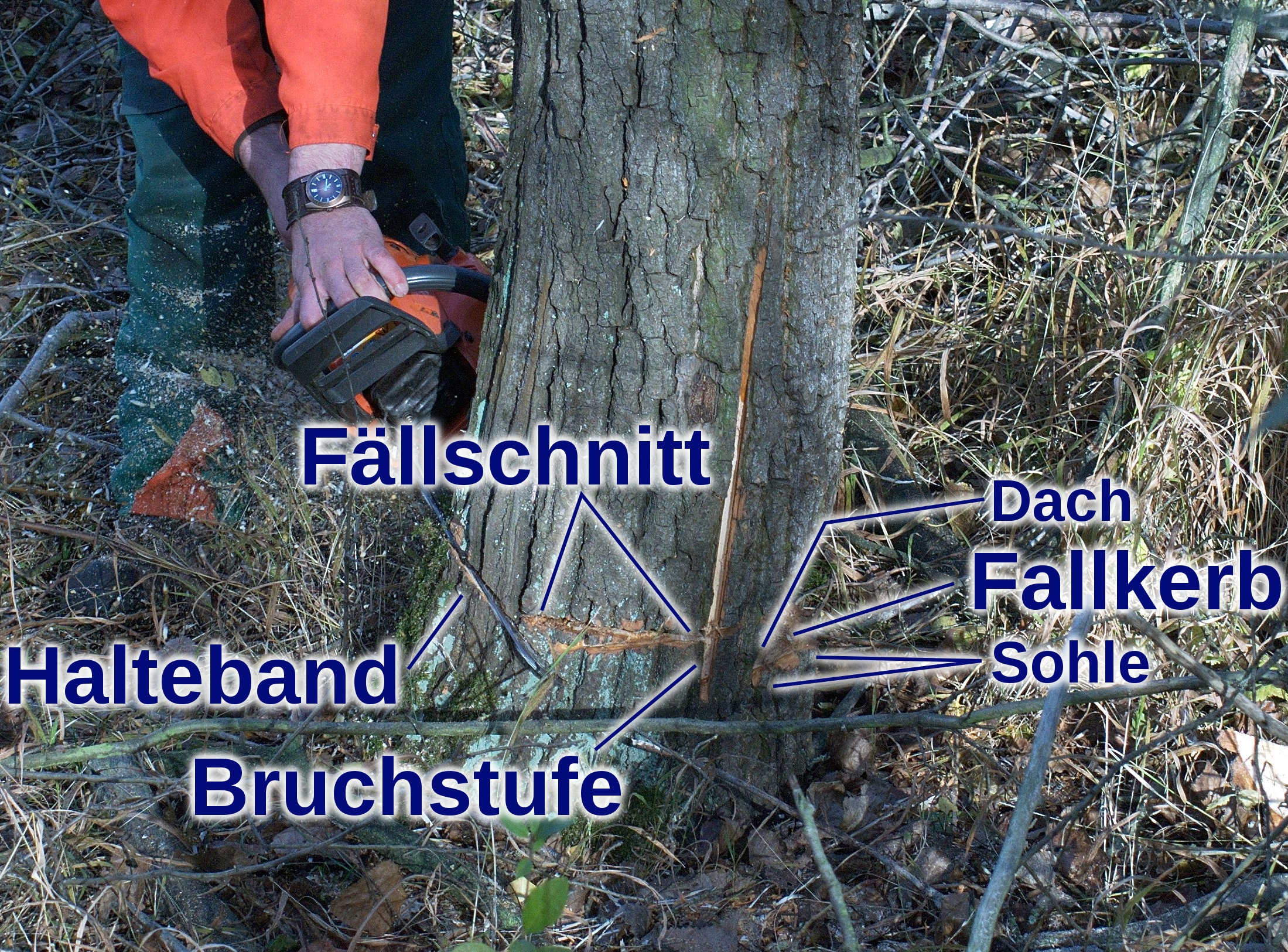
Haltebandfällung einer vorhängenden Pappel. Der Fallkerb ist hier rechts am Stamm zu sehen, auf der linken Seite wird soeben das nach dem Fällschnitt verbliebene Halteband durchtrennt.

Nach dem Beischneiden der Wurzelanläufe wird mit dem Fallkerb begonnen.

### Der Fallkerb

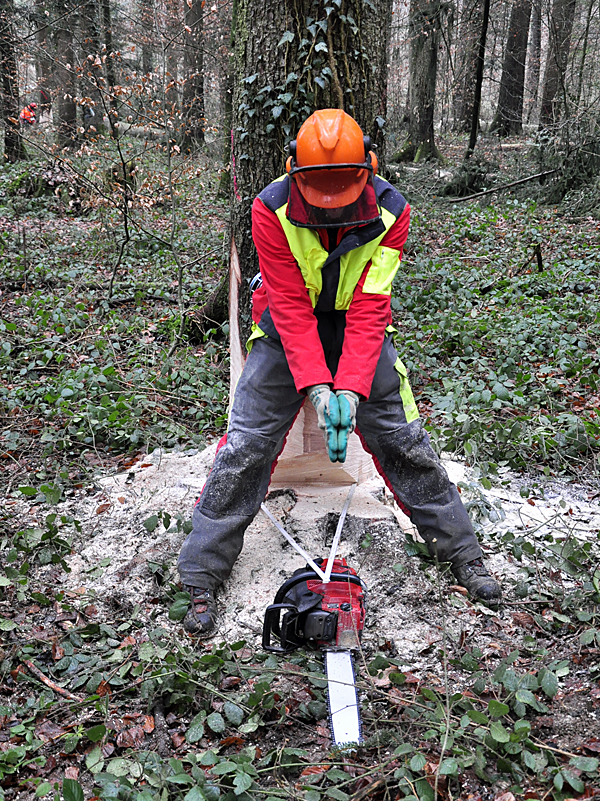
Kontrolle der Fallrichtung

Der Fallkerb bestimmt die Fallrichtung des Baumes und dient dazu, ein Kippen in die gewünschte Richtung zu ermöglichen. Er besteht aus der Fallkerbsohle und dem Fallkerbdach. Grundsätzlich sollte der Fallkerb unter der Stammwalze angelegt werden. Der Sohlenschnitt verläuft waagrecht, etwas höhenversetzt zu den ebenfalls waagrechten Schnitten der Wurzelanläufe. Er sollte ein Fünftel bis ein Drittel des Stammdurchmessers haben. Das Fallkerbdach sollte mindestens einen Winkel von 45 ° (bei Herzschnitt mindestens 60 °) zur Fallkerbsohle aufweisen, um so eine ausreichend große Öffnung zu bekommen. So wird sichergestellt, dass der Baum während des Fallens nicht zu früh mit dem Fallkerbdach auf der Fallkerbsohle „aufsitzt“ und den Stamm dadurch in Längsachse aufreißen lässt.
Die Fallkerbsehne bildet sich an der Schnittlinie von Fallkerbdach und der Fallkerbsohle; beide Schnitte sollten sich treffen. Keiner der beiden Schnitte sollte über den anderen hinausgehen. Das Lot der Sehne zeigt in Fällrichtung.
Bei langfaserigen Baumarten wie Fichten oder Kiefern werden an den Enden der Sehne Einschnitte in den Stamm gemacht, um die langen äußeren Holzfasern an der Sohle zu durchtrennen. Ziel der Splintschnitte ist es, ein seitliches Aufreißen des Stammes zu verhindern. Bei kurzfaserigen Baumarten (Buche usw.) ist dies nicht erforderlich.
Das Fallkerbmaul wird bei Vorhängern an der Stammseite gesägt, zu der der Baum geneigt ist und in die allein er fallen kann. 
Nach Anlage der Fallkerbe und nochmaligem Überprüfen des Gefahren- und Rückzugsbereiches kann der Baum per Fällschnitt gefällt werden.

### Fällschnitt

Motorsägenschema

Schema des Fällschnitts

Der Fällschnitt wird 1/10 des Stammdurchmessers, mindestens jedoch 3 cm oberhalb der Fallkerbsohle angesetzt. Dieser Höhenversatz wird Bruchstufe genannt.
Beim Ausführen des Fällschnittes ist darauf zu achten, dass eine Bruchleiste von ebenfalls 1/10 des Stammdurchmesser, mindestens jedoch 3 cm Stärke zwischen der Fallkerbsehne und dem Fällschnitt bestehen bleibt. Bruchleiste und -stufe bilden ein Scharnier, das den Baum während der Fällarbeiten hält und beim Fallen sicher führt. Die nach der Fällung am unteren Stammende verbleibenden Reste der Bruchleiste werden „Waldbart“ genannt.
Bei einem stark nach vorne hängenden Baum lässt man auf der Rückseite des Baumes ein sogenanntes Halteband stehen. Dieses wird erst durchtrennt, wenn der Fällschnitt ausgeführt wurde. Nach Durchtrennung des Haltebandes kommt der Baum zu Fall.
Bäume werden, ausgenommen „Vorhänger“, immer durch Setzen eines Fällkeils zu Boden gebracht.

## Fällhilfen
Mechanische Fällhilfen (Fällheber) sind Hebelwerkzeuge, die den Kraftaufwand beim Ankippen des Baumes mindern. Bei stärkeren Bäumen werden Keile (Kunststoff, Aluminium) und ein schwerer Hammer eingesetzt. Im Starkholz können hydraulische Fällhilfen zum Einsatz kommen, um die körperliche Belastung zu minimieren.